# Marcelino Ovejero Gómez
Marcelino Ovejero Gómez (ur. 13 września 1913 w Becedas, zm. 16 sierpnia 1936 Fuente el Fresno) – hiszpański franciszkanin, alumn, męczennik chrześcijański i błogosławiony Kościoła rzymskokatolickiego.

## Biografia
Urodzony w Becedas (Ávila) 13 września 1913 roku. Był synem rolników Pabla i Cristiny Gómez. Małżeństwo miało ośmioro dzieci, z których Marcelino był najmłodszym. Jako dziecko pomagał rodzicom w pracy na roli. Postanowił wstąpić do franciszkanów za radą znajomej zakonnicy franciszkanki misjonarki. Był wychowankiem kolegium franciszkańskiego, do którego wstąpił w Alcazar de San Jauan (Ciudad Real) 19 sierpnia 1925 roku. Dwa lata przed wstąpieniem do zakonu spędził w kolegium w La Puebla de Montalbán (1927–1928). Habit franciszkański przyjął 25 sierpnia 1928 roku. Nowicjat odbył w Arenas de San Pedro. Pierwszą profesję zakonną złożył 26 sierpnia 1929 roku.
Przeznaczony do stanu duchownego, studiował najpierw filozofię w Pastranie w latach 1929–1932, następnie teologię: rok w Alcázar de San Juan, potem dwa lata w Consuegra (1933–1936). Mimo niepokojów społecznych i sytuacji politycznej w latach 1931–1932 nie opuścił zakonu. Gdy wybuchła hiszpańska wojna domowa w lipcu 1936, był namawiany przez członków rodziny, do schronienia się w bezpiecznym miejscu. Pozostał w klasztorze. Przez podleganie obowiązkowi poboru wojskowego data jego profesji wieczystej oraz święceń kapłańskich musiała zostać przesunięta w czasie. Br. Marcelino ukończył wszystkie wymagane kursy. Rozstrzelano go wraz ze współbraćmi z konwentu w Boca de Balondillo (Fuente el Fresno, Ciudad Real) 16 sierpnia 1936 roku.

## Beatyfikacja
Br. Ovejero Gómez OFM został ogłoszony błogosławionym wraz z innymi 497 męczennikami hiszpańskimi przez papieża Benedykta XVI na Placu Świętego Piotra 28 października 2007 roku. Mszy przewodniczył prefekt Kongregacji Spraw Kanonizacyjnych kardynał José Saraiva Martins.
Wspomnienie liturgiczne obchodzone jest jako obowiązkowe przez zakony franciszkańskie na terenie Hiszpanii, przypada 6 listopada.